# Kurt Student
Kurt Student (12 de maio de 1890 - 1 de julho de 1978) foi um general alemão da Luftwaffe. Lutou como piloto na Primeira Guerra Mundial e foi comandante dos Fallschirmjäger durante a Segunda Guerra Mundial.
Nasceu em Birkholz, uma aldeia em Landkreis, Züllichau-Schwiebus na Prússia, Província de Brandemburgo, uma região situada agora na Polónia.

## Carreira
Entrou para o Exército Imperial Alemão como cadete em 1910, sendo promovido a Tenente em março de 1911. Inicialmente serviu na Infantaria Leve(Jäger), passando posteriormente por treinamento de piloto em 1913.
Atuou deste o início da Primeira Guerra Mundial no Feldflieger-Abteilung 17 na frente da Galiza, passando a comandante da unidade em 1 de junho de 1916. Em 5 de julho, se tornou membro fundador da "Scourge Fokker" quando conseguiu sua primeira vitória, abatendo um Nieuport 11.
Foi destacado para a Frente Ocidental, como comandante do "Jagdstaffel 9"(Jasta 9), servindo de Outubro de 1916 a Maio de 1917, conseguindo neste período seis vitórias sobre aeronaves francesas.

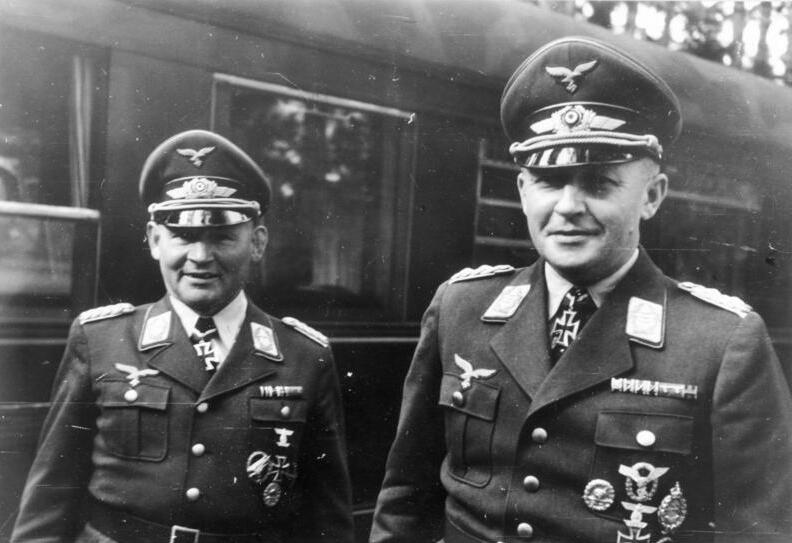
Ramcke e Kurt Student(1941/42)

Durante o período entre guerras, Student tentou manter a aviação em atividade, evitando que se tornasse obsoleta. O Tratado de Versalhes,impunha à Alemanha rígidas regras em relação as forças armadas.  Uma das formas encontradas para burlar esta rígida vigilância, foi o desenvolvimento de planadores o que permitia o treinamento de pilotos. Ideia esta que seria mais tarde  utilizada para operações aerotransportadas.
Com a subida de Adolf Hitler ao poder, a Luftwaffe, foi secretamente restabelecida, Student foi transferido do Exército para Força Aérea, sendo escolhido por Hermann Göring para comandar a recém criada 1ª Divisão Fallschirmjäger da Alemanha (tropas aerotransportadas).
Embora a divisão não tenha participado da Invasão da Polônia, as tropas provaram seu valor durante a Blitzkrieg de 1940, nos Países Baixos, onde as tropas sob seu comando, conquistaram a fortaleza belga de Eben-Emael.
Na Batalha de Rotterdam, foi baleado na cabeça, o que o tirou de combate por oito meses. Foi condecorado com a Cruz de Cavaleiro da Cruz de Ferro por sua liderança e coragem nessas operações.

## Honrarias
- Ordem da casa de Hohenzollern
- Cruz de Ferro  de 2ª e 1ª classe
- Distintivo de ferido em ação (1939)
- Cruz de Honra (30 de janeiro de 1935)
- Cruz de cavaleiro da cruz de ferro com folhas de carvalho
  - Cruz de cavaleiro (12 de maio de 1940)
  - Folhas de carvalho (27 de setembro de 1943)